# Daniel y Ana
Daniel y Ana é um filme de drama mexicano de 2009, dirigido por Michel Franco. Sua estréia mundial foi em 18 de maio de 2009 no Festival de Cannes e é estrelado por Darío Yazbek Bernal e Marimar Vega. O filme é baseado em uma história real.

## Elenco
- Darío Yazbek Bernal	...	Daniel Torres
- Marimar Vega	...	Ana Torres
- José María Torre	...	Rafa
- Monserrat Ontiveros	...	Galia
- Luis Miguel Lombana	...	Fernando
- Hector Kotsifakis	...	Sequestrador 1
- Armando Hernandez	...	Sequestrador 2
- Gabriel de Cervantes	...	Sequestrador 3
- Cristóbal Maryán	...	Alan
- Jéssica Castelán	...	Mariana
- Verónica Langer	...	Psicóloga
- Irma Berlanga	...	Recepcionista
- Naty Lomas	...	Comissionada no salão de festas
- José de Jesús Aguilar	...	Sacerdote
- Diana Resendiz	...	Maru

## Recepção
A recepção crítica de Daniel & Ana foi mista e o filme tem uma classificação de 56% no Rotten Tomatoes (com base em 9 avaliações) e 43 no Metacritic (com base em 5 avaliações).